# Corea del Sur en los Juegos Olímpicos de Tokio 1964
Corea del Sur estuvo representada en los Juegos Olímpicos de Tokio 1964 por un total de 154 deportistas, 128 hombres y 26 mujeres, que compitieron en 17 deportes.

## Medallistas
El equipo olímpico surcoreano obtuvo las siguientes medallas:
| Nombre          | Deporte     | Competición |
| --------------- | ----------- | ----------- |
| Oro             |             |             |
| —               |             |             |
| Plata           |             |             |
| Chung Shin-Cho  | Boxeo       | 54 kg M     |
| Chang Chang-Sun | Lucha libre | 52 kg M     |
| Bronce          |             |             |
| Kim Eui-Tae     | Judo        | –80 kg M    |